# Баболсар
Баболсар (перс. بابلسر, до 1930 року — Мешхеді-Сер) — місто на півночі Ірану, у провінції Мазендеран.
Населення близько 30 тис. осіб. Розташований на південному узбережжі Каспійського моря, у гирлі річки Бабольруд. Туристичний курорт. Річка, що протікає через місто, і близькість до моря створюють прекрасні умови для розвитку туризму. У пік туристичного сезону населення міста збільшується в кілька разів.
У місті є відділення університету Мазендеран.

## Історія

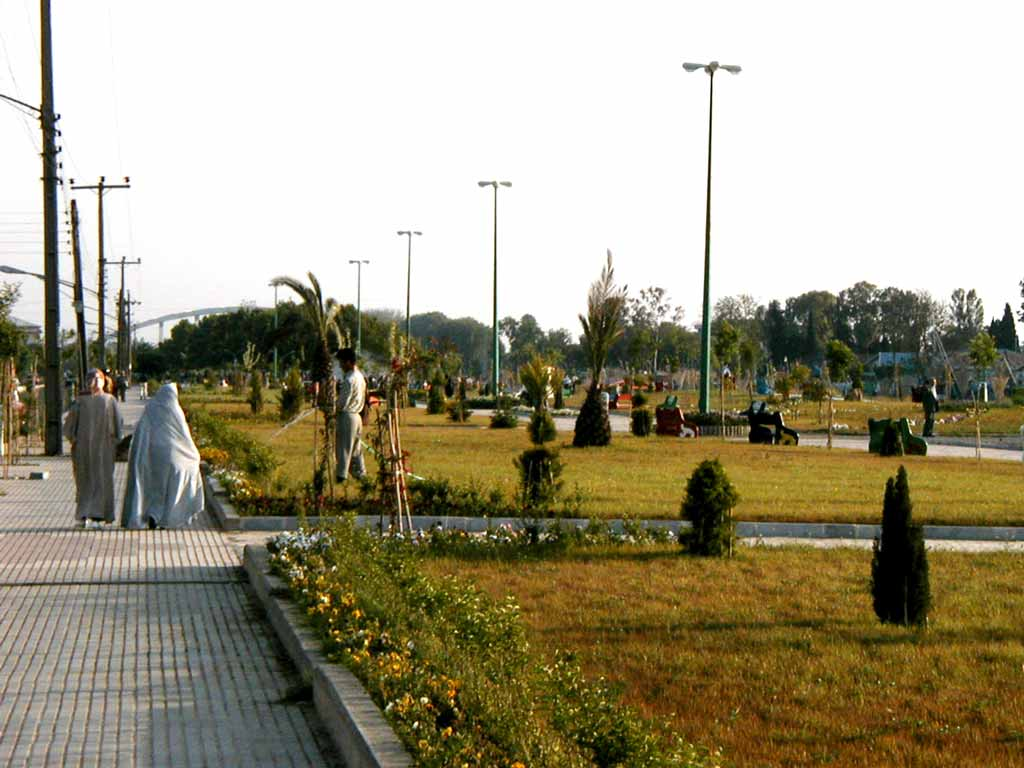
Парк в Баболсарі

Сучасну назву місто отримало 1930 року. До XVIII століття село Мешхеді-Сер стало жвавим торговим портом. За часи Надер-шаха (1736—1747) в Баболсарі базувався іранський флот. До 1909 року порт приносив 12 % доходу від митних зборів Ірану.
Під час правління Реза-шаха Пахлаві (1925—1941) Баболсар втратив своє значення як торговий центр через розвиток міста Бендер-Шах (нині Бендер-Торкеман), що було кінцевим пунктом залізниці Тегеран — Бендер-Шах. Вантажообіг у 1935—1936 роках становив лише 25 тис. т. З іншого боку в місті почалося будівництво сучасних готелів, із закінченням Другої світової війни Баболсар став жвавим курортом. Населення міста швидко збільшувалася: 3 500 у 1945 році, 11 781 у 1966 році, 18 810 у 1976 році.

## Клімат
| Клімат Баболсара        | Клімат Баболсара | Клімат Баболсара | Клімат Баболсара | Клімат Баболсара | Клімат Баболсара | Клімат Баболсара | Клімат Баболсара | Клімат Баболсара | Клімат Баболсара | Клімат Баболсара | Клімат Баболсара | Клімат Баболсара | Клімат Баболсара |
| Показник                | Січ.             | Лют.             | Бер.             | Квіт.            | Трав.            | Черв.            | Лип.             | Серп.            | Вер.             | Жовт.            | Лист.            | Груд.            | Рік              |
| Середній максимум, °C   | 11,7             | 11,5             | 13,3             | 18,2             | 23,5             | 27,8             | 30,4             | 30,1             | 27,6             | 22,9             | 18,4             | 14,2             | 20,8             |
| Середня температура, °C | 7,0              | 7,5              | 9,7              | 14,2             | 19,4             | 23,8             | 26,2             | 25,9             | 23,2             | 18,2             | 13,3             | 9,2              | 16,4             |
| Середній мінімум, °C    | 3,6              | 4,3              | 6,8              | 11,0             | 15,9             | 20,1             | 22,3             | 22,0             | 19,4             | 14,3             | 9,5              | 5,6              | 12,9             |
| Норма опадів, мм        | 96               | 67               | 67               | 31               | 19               | 20               | 25               | 61               | 82               | 163              | 119              | 131              | 881              |
| ----------------------- | ---------------- | ---------------- | ---------------- | ---------------- | ---------------- | ---------------- | ---------------- | ---------------- | ---------------- | ---------------- | ---------------- | ---------------- | ---------------- |
| Джерело: World Climate  |                  |                  |                  |                  |                  |                  |                  |                  |                  |                  |                  |                  |                  |

## Відомі уродженці
- Абдулла Мовахед (нар. 1940) — іранський борець вільного стилю, п'ятиразовий чемпіон світу, олімпійський чемпіон.